# 홍수의 변
홍수의 변(紅袖之變)은 조선 숙종 1년, 인조의 셋째 아들 인평대군의 아들인 종친 복창군과 복평군이 궁녀와 간통하여 자식을 보았다는 청풍부원군 김우명의 거짓 고발로 발발한 사건이다. 홍수(紅袖)란 '붉은 옷소매'란 뜻으로 옷소매 끝동에 자주색 물을 들인 젊은 나인을 상징하는 호칭이다. 홍수의 변은 숙종 6년에 발생한 삼복의 변의 발판이 되었으며, 삼복의 변은 경신환국의 발판이 되었다.

## 경위
1674년, 현종이 병으로 급서하자 14세에 불과한 숙종이 즉위하였다. 나이가 어리고 다병(多病)한 아들 숙종의 즉위에 불안함을 느낀 현종비(妃) 명성왕후 김씨는 남편 현종의 사촌동생이자 현종 12년에 발생한 조선 대기근 당시, 왕권보다 신권이 강한 조선 왕실을 조롱하는 청 황제에게서 조선의 자존심을 지키고 대량의 구휼품을 얻어온 호국의 공 이 있는 복선군(福善君)에게 아들의 왕위를 빼앗길까 염려하였다. 이에 복선군의 형제인 복창군(福昌君)과 복평군(福平君)이 평소 여색을 탐하여 궁녀에게까지 희롱을 하였던 것을 빌미삼아 이들 세 형제(=삼복: 복창군·복선군·복평군) 및 남편 현종의 승은궁녀였던 연적 김상업(金常業)의 제거를 꾀하였다.

## 과정

### 삼복의 간통 사건
숙종1년(1675년) 3월 12일, 명성왕후 김씨의 아버지인 청풍부원군 김우명이 차자를 올려 삼복(복창군, 복선군, 복평군) 형제를 고발하였다. 복창군이 인선왕후의 초상 때 입궁하여 현종의 승은궁녀인 김상업을 범해 임신시켰고, 복평군은 명성왕후가 왕비시절 중병을 앓을 때 현종의 부름으로 그녀의 치료절차를 맡아 궁에 지내면서 비자(婢子) 귀례를 희롱하다 강제로 범하고 임신시켰다는 것이다.
그러나 이 사건에 대해 조정 관료들은 왕실의 일이니 간여하지 않겠다고 발을 빼려고 할 정도로 의혹스러웠스며, 형식적으로 시작한 수사에서도 복창군과 복평군이 간통을 저지른 증거는 고사하고 이에 대한 근거와 흔적도 찾을 수 없었고, 의금부에서 신문된 복창군, 복평군, 상업, 그리고 명성왕후가 개별적으로 체포하여 대비전에서 고문을 한 귀례마저도 억울하다며 무죄를 호소하였다. 김우명의 고발과 '현종 역시 일찍부터 복창군과 상업의 간통 사실을 알고 내치려고 했으나 인선왕후가 상업을 신임하여 벌을 주지 못한 것 뿐'이라는 명성왕후의 증언 이외엔 그 어떤 물증도, 증언도, 증인도 찾을 수 없고 당사자들도 강력히 부정하니 수사는 진행될 수 없었고, 평소 모후 명성왕후와 외조부 김우명의 지나친 내정간섭에 시달려왔던 숙종은 부왕이었던 현종이 지극히 아꼈던 복선군 형제에게 굳이 벌을 주고 싶지 않다며 하루만에 무죄판결로 사건을 종결시켰다. 이 즉시, 윤휴와 허목은 차자를 올려 왕족을 모함한 청풍부원군 김우명을 무고죄와 반좌율로서 다스릴 것을 주청하는 상소를 올렸다.

### 무고와 반전
3월 13일 오전에 입궐한 윤휴와 허목은 김우명을 반좌율로 처단하라며 3월 14일 새벽까지 대궐앞에서 시위하였고, 숙종은 이를 품처하려 하였다. 현종시대부터 세도를 부려온 김우명의 행적에 대한 탄핵이 일어났으며, 왕실의 가까운 종친을 모함하여 죽이려고 한 김우명은 의금부에 대기하여 무고죄와 반좌율(죄가 없는 이를 무고한 내용에 기준하여 처벌하는 법)로 처벌받게 될 사태가 발생했다.
이에 명성왕후는 숙종의 왕명을 사칭하여 한밤 중에 대신들을 긴급소집, 편전에서 소복차림과 대성통곡으로 이들을 맞이하여 자진을 하겠다고 협박하며 삼복 형제와 상업 들에게 유죄 판결을 내리고 김우명을 방면하라는 교지에 서명해 그녀의 앞에서 즉결 시행토록 할 것을 강용했다. 전 국모이자 현왕의 모후인 협박에 대신들은 굴복할 수 밖에 없어 결국 김우명은 방면되었으며 삼복 형제와 상업 들에겐 유죄 판결이 내려져 유배형이 집행되었으나, 이 사건은 2차 예송논쟁 때의 관계 탓에 그간 묵인해왔으나 현종 때부터 자행되어 숙종 즉위와 함께 극대화된 청풍 김씨 외척 일족의 세도 행위 및 왕실 최고 어른인 장렬왕후의 존재를 무시하고 불법으로 유사 수렴청정 행위를 자행하며 국사에 함부로 간여해온 명성왕후의 월권 행위에 대한 남인의 불만이 결국 폭발하는 계기가 됐다.
이 사건에 대해 청남 영수 윤휴는 숙종에게 직설적으로 "왕대비를 조관하라."는 간언을 올렸고, 허목은 내종의 부녀가 정치에 간섭함은 부당하다며 숙종에게 사사로운 정을 버릴 것을 주청했다. 부제학 홍우원, 이제학 등은 왕대비의 행위가 월권이라 지적하였다. 승지 조사기는 "문정왕후를 다시 보는구나"라고 한탄했다. 이때의 윤휴, 허목, 홍우원, 조사기 등의 발언은 훗날 경신환국과 갑술환국의 빌미로 인용된다.

### 명성왕후의 문제 개입과 대비 조관 발언 문제
그러나 당시 의정부영의정인 허적은 모후께서 주상 전하에게 하실 말씀이 있다면, 주상전하를 모시는 신하된 도리로 우리가 어찌 듣지 않을 수 있겠느냐며 명성왕후의 정사 개입을 합리화했다. 이를 두고 윤휴와 허목은 면전에서 아부한다며 허적을 질타하였지만, 숙종은 이를 계기로 대비의 의사를 타진하자고 하였다. 이에 명성왕후는 삼복 형제가 궁녀들과 불륜을 맺은 것은 조작이 아닌 사실이니 김우명을 즉시 무죄방면할 것과 삼복형제들을 처형하겠다고 맹세할 것, 그리고 당장 그녀의 눈 앞에서 교지를 적을 것을 명했다.
왕대비의 행위에 곤혹스러워진 대신들은 그녀의 요구대로 할 수 밖에 없었고, 모후의 난행에 입장이 난처해진 숙종은 다음날 즉시 삼복형제에게 유배령을 내렸다.
딸 덕분에 처벌은 면하였으나 대대적인 망신을 당한 김우명은 조정에선 그의 외척 행위를 비난하는 상소가 빗발치고, 뒤에선 명성왕후를 사대부가 조선 최고의 악후(惡后)로 꼽는 문정왕후에 빗대어 비아냥거려지자 큰 충격을 받았다. 또한 불편한 처지를 모면하기 위해 병을 핑계하여 자리에 누워 버리곤 공개적으로 치료를 거부하여 숙종과 대신들을 압박하는 명성왕후의 행위는 상황을 더욱 악화시켰다. 수치심과 분노를 견디지 못한 김우명은 낙향하여 술로 여생을 보내다가 6월 18일에 사망하였는데 일설에는 홧병으로 사망, 혹은 자살하였다고 전한다. 삼복 형제는 9월 16일에 방면되어 다시 서용되었다.

## 파급 효과
아버지 김우명의 죽음과 친정의 몰락 위기, 자신을 향한 비난을 삼복형제와 남인의 탓으로 판단한 명성왕후는 그녀의 가문에 정치적· 개인적으로 원한을 갖고 있던 서인 산당(山黨: 송시열 일파)을 회유하여 삼복형제와 남인 타도에 나섰다. 이에 이루어낸 것이 삼복의 변이며 삼복의 변은 경신환국으로 확대되었다. 이때 윤휴의 '대비를 조관하라'는 발언은 김수항 등에 의해 패륜으로 지목된 이래 수시로 문제꺼리가 되어왔다.
1680년 경신환국이 이루어진 후, 명성왕후는 초비(初妃) 인경왕후를 잃은 숙종의 곁에서 정인(情人) 궁녀 장씨(훗날 희빈 장씨)를 쫓아내고, 인경왕후의 인산을 마친지 불과 한달 만에 송시열의 혈친이며 그의 정치적 동반자였던 송준길의 외손녀 민씨(인현왕후)를 간택하여 숙종의 계비로 맞이하는 무리수를 두었다. 이는 훗날 기사환국, 갑술환국, 무고의 옥, 신임사화 등의 비극을 초래하게 불씨가 되었다.

## 같이 보기
- 복선군
- 복평군
- 복창군
- 명성왕후
- 김석주
- 윤휴
- 허목
- 허적
- 송시열
- 김수항

## 주해
1. ↑  강희제는 도움을 청하러 온 동지사 복선군 무리에게 ‘너희 나라 백성이 빈궁하여 살아갈 길이 없어서 다 굶어 죽게 되었는데 이것은 신하가 강한 소치라고 한다. 돌아가서 이 말을 국왕에게 전하라.’라고 하였다.
2. ↑  복선군은 여색에는 관심이 없고 사냥과 술을 좋아했던 것으로 알려진다.
3. ↑  군기시 서원(書員) 김이선의 딸이다. 현종의 가계엔 후궁의 존재가 기록되어 있지 않으나 이는 홍수의 변으로 김상업이 처형된 후의 기록인 탓으로, 《숙종실록》에 김상업이 현종의 승은을 입은 궁인이었던 기록과 현종의 모후인 인선왕후가 각별히 사랑했다는 기록이 존재한다.
4. ↑  만일 김상업이 실제로 임신을 했다면 현종의 자식이었을 가능성도 존재한다. 현종은 1674년 8월 18일에 사망했고, 김우명이 차자를 올린 날짜는 1675년 3월 12일이니 만 5개월의 차이가 난다.
5. ↑  여종(婢)의 다른 말이다. 여기선 내수사에 소속된 관비로서 궁에 차출되어 여관(女官: 내명부 관작을 받는 궁녀)의 지시 아래 실제 노동을 담당하는 여성을 가리킨다.
6. ↑  숙종이 미성년인 나이로 즉위했지만 왕실 최고 어른인 장렬왕후(인조의 계비)가 생존한 상태였기에 명성왕후 김씨는 수렴첨정을 할 자격이 없었다. 그러나 명성왕후 김씨는 법과 편전에 자신의 자리를 마련하여 정사에 직접적으로 간여하였고, 숙종이 자신의 말을 들어주지 않으면 스스로 죽어버리겠다고 협박하였다.
7. ↑  숙종은 정처의 3년상이 마칠 때까지 재혼할 수 없다는 경국대전의 법을 어긴 최초의 왕이었다.